# Хіпа
Хіпа́ — гірська вершина у східній частині Великого Кавказу. Знаходиться на півночі Азербайджану.